# Kay稻毛
Kay稻毛（日语：Kay 稲毛，1967年7月7日—），日本男性配音員、旁白、電台DJ。出身於香川縣。O型血。

## 人物簡介
舊藝名稻毛一弘（いなげ かずひろ）。現在是Vozator所屬，原大阪TV talent bureau（簡稱TTB）、株式會社Chara所屬。
除了主要從事柏青哥節目的實況和旁述、電台DJ（在e-radio）之外。也有參加電玩遊戲的角色配音演出，為人熟悉的代表配音作品是SNK電玩格鬥遊戲《龍虎之拳》系列的主角羅伯特·卡爾西亞（之後也在格鬥天王系列及其他格鬥遊戲出場）、《侍魂》系列的加爾福特、千兩狂死郎及《格鬥天王》系列的拉奇·克勞勃。
興趣和特長有滑雪、衝浪、潛水、水上滑艇、看足球和棒球比賽。

## 演出作品
※粗體字表示說明飾演的主要角色。

### 電視節目
- 愛知電視台「藝人柏青哥之戰 P聯賽」
- 大阪電視台「藝人柏青哥王座決定戰 P-1獎（日语：P-1ゴールドラッシュ）」

### 廣播節目
- e-radio（日语：エフエム滋賀）「電台雜誌 滋賀（日语：ラジオマガジン プレイランド・シガ）」（節目主持人，星期五15時00分－19時55分，1998年－2008年）

### 廣告
- Acecook（日语：エースコック）
- NTT西日本（日语：西日本電信電話）
- Panasonic乾電池
- YAMAHAElectone（日语：エレクトーン）

### 遊戲
下面所有作品至1994年以前使用稻毛一弘名義。
1992年
- 龍虎之拳系列（1992～1993，羅伯特·卡爾西亞（日语：ロバート・ガルシア (龍虎の拳)）[注 1]）
- 侍魂系列（加爾福特（日语：ガルフォード）[注 2]）[注 3]

1993年
- 侍魂 (1993年)（千兩狂死郎、塔姆塔姆）

1994年
- 格鬥天王系列（1994～2010，羅伯特·卡爾西亞[注 4]、拉奇·克勞勃[2]、溝口誠）[注 5]
- 龍虎之拳2（李白龍）

2005年
- NeoGeo Battle Coliseum（日语：ネオジオバトルコロシアム）（羅伯特·卡爾西亞）

### 其它
- 早安少女組。LIVE用VTR

## 腳註

## 外部連結
- Vozator公式官網的聲優簡介 （页面存档备份，存于） （日語）
- （日語）－Kay稻毛的官方個人部落格。